# Elaver grandivulva
Elaver grandivulva is een spinnensoort in de taxonomische indeling van de struikzakspinnen (Clubionidae).
Het dier behoort tot het geslacht Elaver. De wetenschappelijke naam van de soort werd voor het eerst geldig gepubliceerd in 1930 door Cândido Firmino de Mello-Leitão.